# Список вигаданих великих котів
Цей список вигаданих великих котів є допоміжним до Списку вигаданих котів та інших котячих та включає помітних великих котячих персонажів, які фігурують у різних вигаданих творах. Цей список виключає такі гібриди, як лігери та тиглони.

## В літературі
| Ім'я                      | Види             | Автор              | Робота                             | Примітки |  |
| ------------------------- | ---------------- | ------------------ | ---------------------------------- | --- |  |
| Аслан                     | Лев              | К. С. Льюїс        | Лев, відьма та гардероб            | Лев, що розмовляє, Цар звірів, син Імператора-над-морем ; мудрий, співчутливий, магічний авторитет (як часовий, так і духовний); таємничий та доброзичливий путівник до дітей, які відвідують цей світ; опікун і рятівник Нарнії. Льюїс описав Аслана як альтернативну версію Христа, тобто як форму, в якій Христос міг би з'явитися у світі фантазій. «Аслан» — по- турецьки «лев». |  |
| Багіра                    | Леопард          | Редьярд Кіплінг    | Книга джунглів                     | Доброзичливий, відданий, надійний, захисний, хитрий, кмітливий, серйозний та відповідальний характер |  |
| Чандре                    | Лев              | Едуард Успенський  | Чебурашка                          | |  |
| Лякливий лев              | Лев              | Л. Франк Баум      | Дивовижний чарівник країни Оз      | Як випливає з його імені, він лев без жодної мужності. |  |
| Грограман                 | Лев              | Майкл Енде         | Нескінченна історія                | Дубльована « Різнокольорова смерть» (Graógramán, der Bunte Tod німецькою мовою) |  |
| Гвенвівар                 | Чорна пантера    | Р. А. Сальваторе   |                                    | 600 фунтів Астральна сутність, викликана через фігурну подобу. Гвенвівар може провести півдня на Матеріальному Плані, перш ніж його потрібно буде відпустити додому, щоб відпочити. Вона також швидше заживе на астральному плані. |  |
| Голодний тигр             | Тигр             | Л. Франк Баум      | Озма з країни Оз                   | Прожерливий тигр, який не буде їсти друзів чи беззахисних істот через свою совість |  |
| Джад-бал-джа              | Лев              | Едгар Райс Берроуз | Тарзан і Золотий Лев               | Супутник Тарзану |  |
| Жуссуф                    | Тигр             | Гюнтер Айх         | Лев Жуссуф                         | Титульний цирковий тигр у радіоспектаклі |  |
| Лафкадіо                  | Лев              | Шел Сільверштайн   | Лафкадіо: Лев, який відстрілювався | Титульний персонаж у дитячій книзі |  |
| Нага                      | Левиця           | Скотт Хокінс       | Бібліотека на горі Чар             | Коротко від " Нагасакі " Це молода левиця, яка подружиться з героєм історії. |  |
| Річард Паркер             | Тигр             | Ян Мартель         | Життя Пі                           | Супутник Пі, спочатку названий «спраглий», але перейменований через плутанину імені з мисливцем |  |
| Шер Хан                   | Тигр             | Редьярд Кіплінг    | Книга джунглів                     | Нечесний тигр, який прагне зжерти Мауглі і правити джунглями |  |
| Стельмарія                | Сніговий леопард | Філіп Пулман       | Його темні матеріали               | Демон лорда Асріеля |  |
| Тигр                      | Тигр             | А. Мілн            | Вінні Пух                          | Не любить будяків, жолудів чи меду, але любить солодову медицину |  |
| Тигр, який прийшов до чаю | Тигр             | Джудіт Керр        | До нас на чай заходив тигр!        | Тигр, який перебиває післяобідній сеанс Софі та її сім'ї |  |
| Ямбо                      | Гепард           | Андре Мерсьє       | Наш друг Ямбо                      | Цікава біографія гепарда, усиновленого французькою парою і привезеного до життя в Парижі |  |

## У фільмах
- Дитина, приручений леопард у фільмі « Виховання дитини» з Кері Грант у головній ролі
- Чарлі, пума, яку виростили в полоні і виросли дикою у фільмі « Чарлі, самотня пума»
- Дума, гепард у фільмі « Дума» і фільм Уолта Діснея в режимі реального життя « Гепард»
- Ельза Левиця, яку виховала Джой Адамсон у фільмі « Народжені вільними»
- Кумал і Сангха, двоє розділених і возз'єднаних тигрів у фільмі « Два брати» 2004 року
- Джо і Джанет, два леви в зоопарку Франклін Парк в Zookeeper
- Кларенс, лев у фільмі 1965 року « Кларенс, перехрещений лев»

## На телебаченні
- Даніель Смугастий Тигр на околицях Містера Роджерса та Даніеля Тигра
- Drooper, лев з бананових спліт[4]
- Смішний Лев, розносник із «HR Pufnstuf»
- Кларенс, лев з Дактарі за мотивами фільму «Кларенс, перехрещений лев»
- Клеопатра, Тео, Лайонел і Леона з «Поміж Левів»
- Шива, бенгальська тигриця з «Ходячих мерців»
- Круїз, гепард у «Могутні рейнджери», який виступає в ролі партнера Devon's Beast Bot

## У коміксах
- Адолар, лев із коміксу про пантоміму «Der Löwe Adolar» Беккера-Каша.[5]
- Бойовий кіт, у франшизі " Господарі Всесвіту ".
- Доктор Лайон, директор школи в «Джунглях Джинкс» та її відокремлений лікар Доктор Лайонс Бойз, британський комікс Артура Уайта[6] та Мейбл Ф. Тейлор.[7]
- Галілей, ягуар в «Турма-ду-Перере»
- Herrmann, лев Джиммі ван Дорен в Стівен Десберг і Даніель Desorgher "s Джиммі ван Дорен.
- Гоббс, антропоморфний опудала тигра і найкращий друг Кальвіна в коміксі Кальвін і Гоббс
- Джо ле Тигре, тигр у Mic Delinx та « La Jungle en Folie» Крістіана Годара.
- Джиба, тигр у Шінмай-Фукеі Кіруко-сан
- Лев Дружній Лев, комікс Берта Фелстеда.[8]
- Король Лайонел, лев у Королівстві Лайонела
- Лайл і Лана з коміксу " Крекери з тварин "[9]
- Макс, рись супутник GI Joe Pointman Spearhead в GI Joe: Реальний американський герой[10]
- Мео, тигр з найсильнішого учня історії Кенічі .
- Молох, тварина тигр Корантена в Paul Кувелье "s Корантена .[11]
- Безіменний лев, котрий є помічником безіменної вівчарської собаки в Ле Жені де Альпаж від Ф'мура .[12]
- Річі, з манги One Piece
- Шива, тигр у «Ходячих мерцях» .
- Таммананні Тигр, персонаж Пого Уолта Келлі .
- Tawky Tawny, антропоморфний тигр, який виступає як допоміжний персонаж капітана Marvel від DC Comics .
- Тигр Тім, тигр, створений Джуліусом Стаффордом Бейкером .[13]
- Лежачий кіт, трохи розумний котячий, який виявляє брехню, від Саги .

## У відео іграх
- Бубсі, бобет з однойменної серії
- Чарр, з Guild Wars і Guild Wars 2
- Гадо, Шина, Лонг і Шенлун, з «Кривавого Реву»
- Гвенвівар, чарівна чорна пантера з Астрального Плану, у вигаданому Всесвіті Забутих Царств
- Мисливець за гепардом, із серії Spyro
- Катт і Тіга, з « Подиху вогню II»
- Хаджіт, раса людей з гуманоїдними котами, з франшизи «Elder Scrolls»
- Neon Tiger, Maverick від Mega Man X3
- Нейла і Раджан, з Sly 2: Band of Thieves
- Пура, із серії Crash Bandicoot
- Тай-Фу, від Тай-Фу: Гнів Тигра
- Trap Shadow, чорно-фіолетовий тигр, озброєний ведмежими пастками, які можуть стати невидимими, від Skylanders: Swap Force .
- Туф Лак, тигриця, озброєна бойовими лезами, кованими траптанієм, і удачі від Skylanders: Trap Team .
- Суку, ягуар Авілікса від Smite (відеоігра)

## Легенди
- Давон, тигр з індуїстської міфології
- Маахес, єгипетський лев, бог війни, син Баста
- Пантера, пантера із солодким диханням у середньовічному бестіарії
- Сехмет, богиня в єгипетській міфології з головою левиці
- Підводна пантера, у міфології корінних американців
- Був-ягуаром, змінює дух духу ягуара в міфології ольмеків
- Бякко, білий тигр в японській міфології
- Ялі, міфічний лев з індуїстської міфології

## Талісмани та інші
- Гепард Честер, талісман Cheetos
- Тигр Exxon, талісман для бензинових марок Enco Extra та Esso Extra, представлений у 1950-х
- Лео, талісман кіностудії і телестудії Metro Goldwyn Mayer
- Рітче, талісман Рочестерського технологічного інституту .
- Роурі, талісман збірної з американського футболу " Детройтські леви ".
- Лапи, талісман бейсбольної команди Детройтських тигрів .
- Тигр Тоні, талісман Матових пластівців
- Дикий кіт Віллі, талісман диких котів університету штату Канзас .
- Хто Дей, талісман збірної американського футболу з Цинциннаті Бенгалс .